# NGC 2388
NGC 2388 es una galaxia espiral (S) localizada en la dirección de la constelación de Géminis. Posee una declinación de +33°49′8″ y una ascensión recta de 7 horas, 28 minutos y 53,5 segundos.
la galaxia NGC 2388 fue descubierta en 4 de febrero de 1793 por William Herschel.